# Wulfila tropicus
Wulfila tropicus är en spindelart som beskrevs av Alexander Petrunkevitch 1930. Wulfila tropicus ingår i släktet Wulfila och familjen spökspindlar.
Artens utbredningsområde är Puerto Rico. Inga underarter finns listade i Catalogue of Life.